# Alsóújlak
Alsóújlak község Vas vármegyében, a Vasvári járásban.

## Fekvése

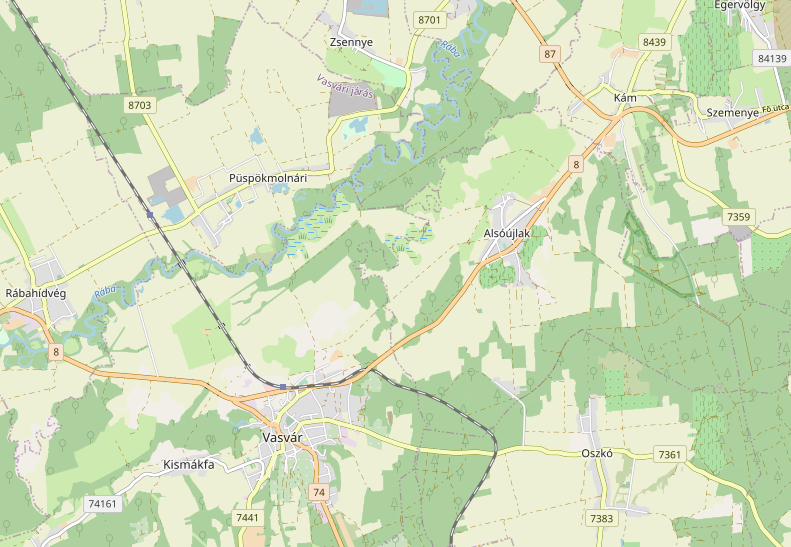
Alsóújlak Vasvár környéke térképén

Vasvártól 5 kilométerre északkeletre fekszik.
A közvetlenül határos települések: észak felől Rum, kelet felől Kám, dél felől Oszkó, nyugat felől pedig Vasvár.
Legfontosabb közúti elérési útvonala a 8-as főút – települési nevén Hársfa utca –, mely a belterület déli szélén húzódik végig. Korábban valószínűleg a központján is keresztülhaladt, de a régi nyomvonal ma már csak alsóbbrendű mellékútnak minősül, 87 101-es számozással.
A hazai vasútvonalak közül a Szombathely–Nagykanizsa-vasútvonal érinti, mely a déli külterületei között halad el, lakott területétől mintegy 3 kilométerre. A vonalnak egykor egy megállója is volt a község határai között, a szomszéd falu nevét viselő Oszkó megállóhely, de az az 1970-es években, nyomvonal-korrekció miatt megszűnt.

## Története
A nevét említő első fennmaradt oklevél 1342. október elsején kelt; ebben még Wylack alakban szerepel. 
Jelenlegi nevét 1875-ben vette fel. 
1986-tól közigazgatásilag egy ideig Vasvár része volt, de 1993-ban ismét önálló településsé vált.

## Közélete

### Polgármesterei
- 1993–1994: Nagy Antal
- 1994–1998: Nagy Antal (MSZP)[3]
- 1998–2002: Velladics László (független)[4]
- 2002–2006: Velladics László (független)[5]
- 2006–2010: Velladics László (független)[6]
- 2010–2014: Ifj. Németh Tibor (független)[7]
- 2014–2019: Németh Tibor (független)[8]
- 2019–2023: Németh Tibor (független)[9]
- 2023–2024: Kántorné Varga Mónika (független)[10]
- 2024– : Kántorné Varga Mónika (független)[1]

A településen 2023. július 2-án időközi polgármester-választást kellett tartani, az előző faluvezető március 27-én bekövetkezett halála miatt.

## Népesség
A település népességének alakulása:
| Lakosok száma | 599  | 599  | 594  | 595  | 537  | 546  | 538  |
|               | 2013 | 2014 | 2015 | 2021 | 2022 | 2023 | 2024 |

A 2011-es népszámlálás során a lakosok 88,4%-a magyarnak, 1,1% németnek, 0,5% románnak mondta magát (11,5% nem nyilatkozott; a kettős identitások miatt a végösszeg nagyobb lehet 100%-nál). A vallási megoszlás a következő volt: római katolikus 76,9%, református 1,6%, evangélikus 0,8%, görögkatolikus 0,2%, felekezet nélküli 2,3% (18,1% nem nyilatkozott).
2022-ben a lakosság 93,5%-a vallotta magát magyarnak, 1,7% németnek, 0,2% görögnek, 0,2% cigánynak, 1,1% egyéb, nem hazai nemzetiségűnek (6,1% nem nyilatkozott; a kettős identitások miatt a végösszeg nagyobb lehet 100%-nál). Vallásuk szerint 61,8% volt római katolikus, 1,1% református, 0,9% evangélikus, 0,6% egyéb keresztény, 2,4% egyéb katolikus, 5,8% felekezeten kívüli (27% nem válaszolt).

## Nevezetességei

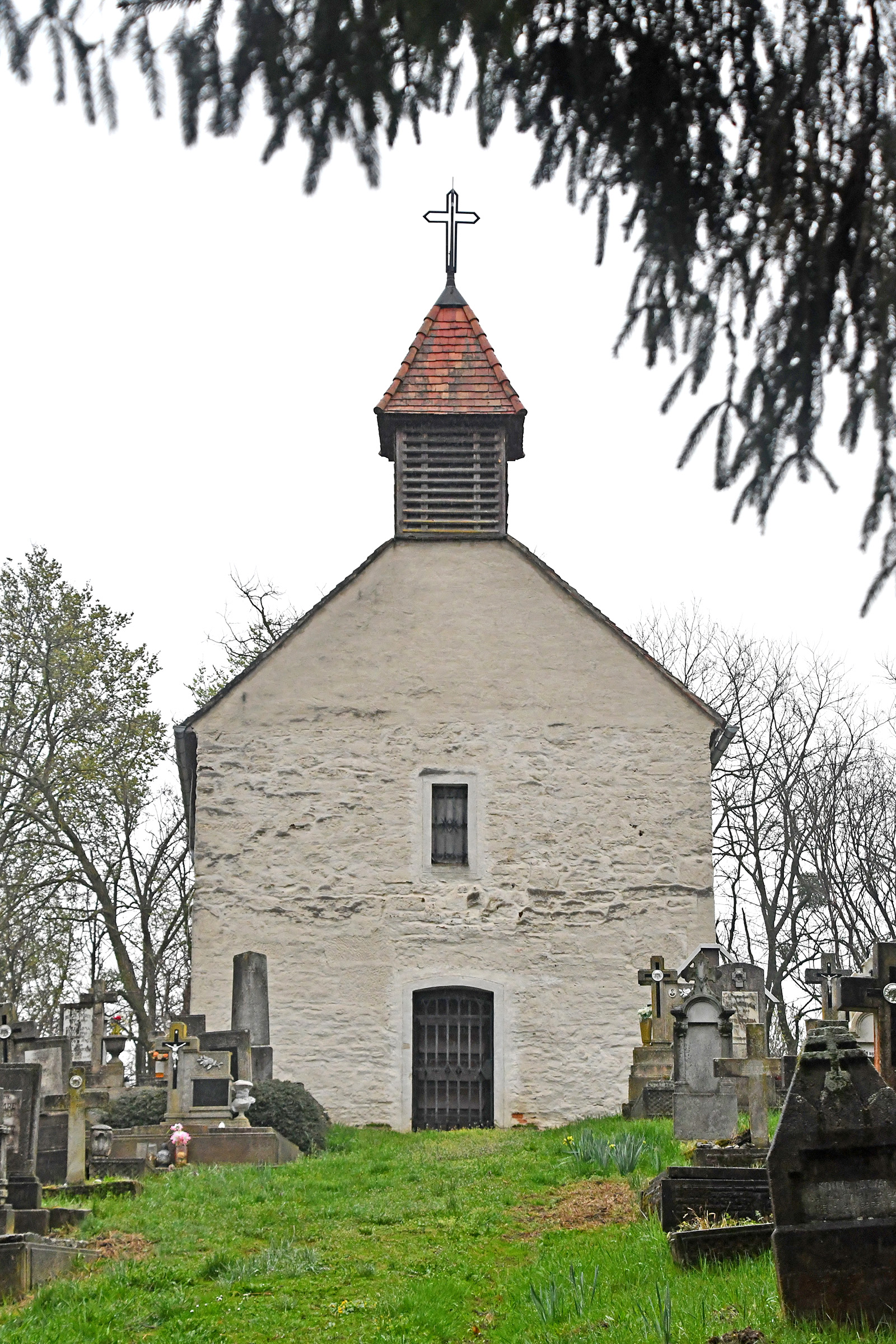
A régi temető Árpád-kori kápolnája

- Román stílusú, a 13. századból fennmaradt római katolikus temetőkápolna
- Szent István király-templom a 15. századból

### Sándor-lépcső

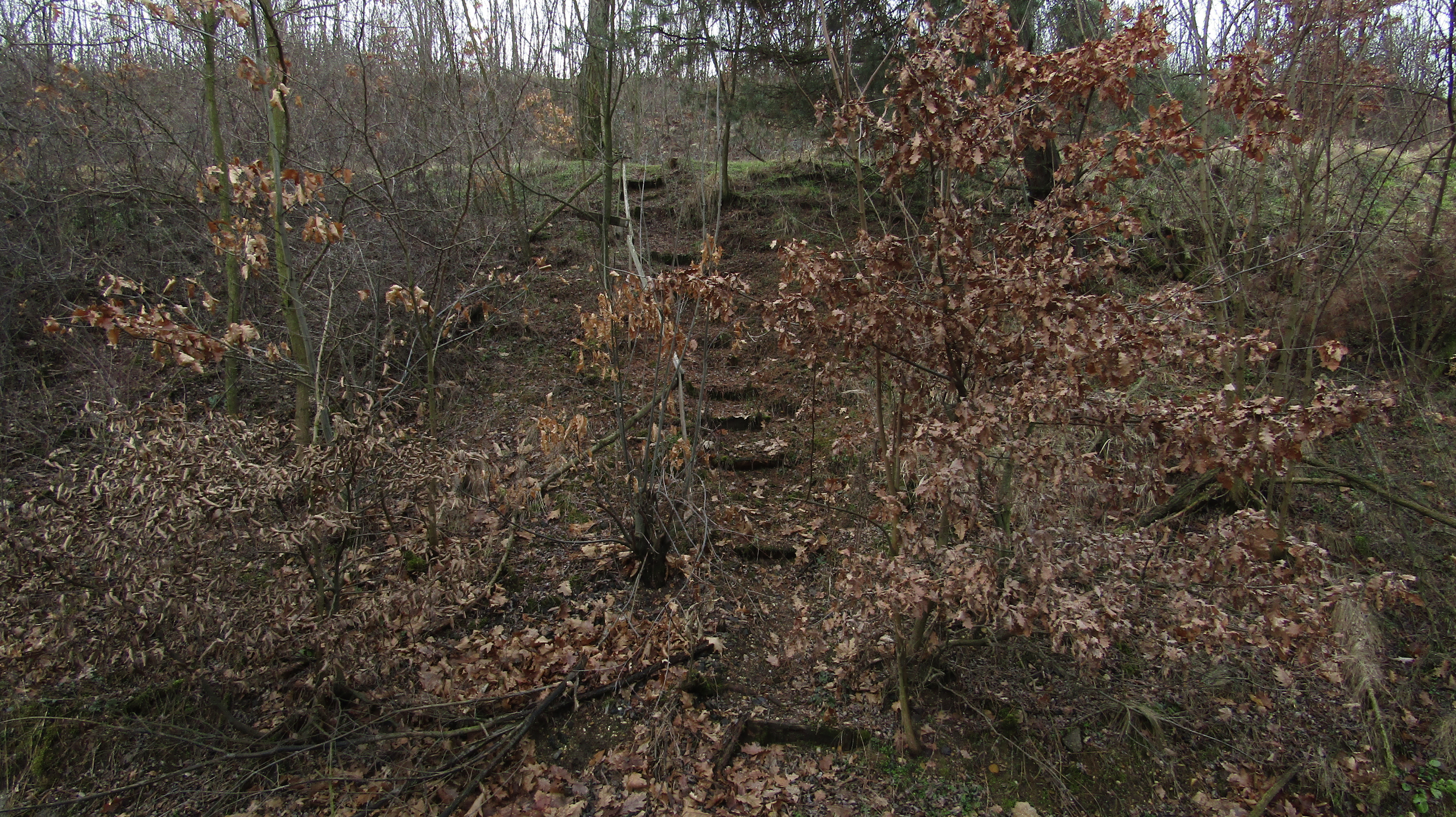
A Sándor-lépcső 2016-ban

A Sándor-lépcső gyalogos átkelő a Szombathely–Nagykanizsa-vasútvonalon, Alsóújlak település közigazgatási területén. Az átkelő a Zalaegerszegtől a Szajki-tavakig vezető piros turistaút nyomvonalán található. Itt halad el a Mária-út nevű nemzetközi zarándokút nyugat–keleti ága, amely Mariazellből Csíksomlyóra vezet, a Mindszenty-emléktúra és a Hegyhát 50 teljesítménytúra is.
Vasvári természetjárók (helyi ipari sportkör) az 1980-as évek közepén új turistaút létrehozásán gondolkodtak. Az ötlet elindítója Benke Tibor vasvári lakos volt. Az új útvonalra a Hegyhát turistája elnevezésű jelvényszerző mozgalom épült. A mozgalomhoz igazoló füzet és kihelyezett bélyegzők tartoztak. A Hegyhát turistája mozgalomból nőtt ki a Hegyhát 50 teljesítménytúra, mely minden évben megrendezésre kerül.
Mivel az útvonal keresztezte a mesterséges bevágásban haladó Szombathely–Nagykanizsa-vasútvonalat, lépcső kialakítására volt szükség a völgy két oldalán. A lépcső kialakításában segítő önkéntesek között volt Pantali Sándor is, aki nem sokkal később váratlanul elhunyt. Emlékére róla nevezték el a lépcsőt, s ez az elnevezés a Cartographia Kiadó A Kemeneshát és a Kemenesalja turistatérképére is rákerült.
2016-os állapot szerint a lépcső erősen leromlott állapotban volt, felújításra szorult.